# Dajana Bošković
Dajana Bošković (ur. 11 kwietnia 1994 w Bilećy) – bośniacka siatkarka, reprezentantka kraju, grająca na pozycji atakującej. 
Jej młodsza siostra Tijana, również jest siatkarką i gra na pozycji atakującej. A brat Vuk jest koszykarzem.

## Przebieg kariery
| Lata                      | Klub                               |
| ------------------------- | ---------------------------------- |
| 2011–2012                 | Dinamo Azotara Pančevo             |
| 2012–2013                 | Vizura Belgrad                     |
| 2013–2017                 | University of Texas at San Antonio |
| 2017–2018                 | Enea PTPS Piła                     |
| 2018–2019                 | Sarıyer Belediyesi                 |
| 2019–2021                 | Kuzeyboru SK                       |
| 2021–2022                 | Shenzhen Zhongsai                  |
| 2022–2022 (od 24.01.2022) | Crvena zvezda Belgrad              |
| 2022–2023                 | Shenzhen Zhongsai                  |
| 2023–2023 (od 09.01.2023) | CS Volei Alba-Blaj                 |
| 2023–                     | Energa MKS Kalisz                  |

## Sukcesy klubowe
Liga serbska:
- 2022[7]
- 2013

Liga uniwersytecka - NCAA Division I:
- 2015, 2016

Puchar Serbii:
- 2022[8]

Liga chińska:
- 2023[9]

Puchar CEV:
- 2023[10]

Liga rumuńska:
- 2023[11]